# Comuna Hmelivka, Terebovlea
Hmelivka (în ucraineană Хмелівка) este o comună în raionul Terebovlea, regiunea Ternopil, Ucraina, formată din satele Hmelivka (reședința), Nova Brîkulea și Stara Brîkulea.

## Demografie
Componența lingvistică a comunei Hmelivka
     Ucraineană (99,77%)
     Alte limbi (0,23%)
Conform recensământului din 2001, majoritatea populației comunei Hmelivka era vorbitoare de ucraineană (99,77%), existând în minoritate și vorbitori de alte limbi.